# Bolševismus proti Evropě

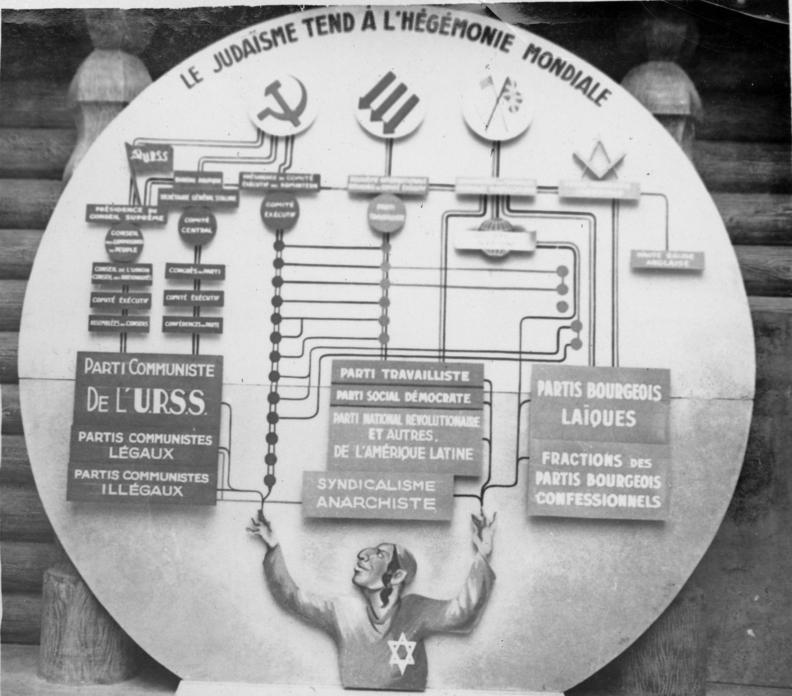
Výstavní panel představující snahu o židobolševickou světovládu

Bolševismus proti Evropě (francouzsky Le Bolchevisme contre l'Europe) byl název propagandistické výstavy, která se v roce 1942 uskutečnila v Paříži v Salle Wagram. Jednalo se o jednu z velkých výstav organizovanou nacisty, které se odehrály v okupované Paříži. Výstava byla zahájena v březnu 1942 a během prvního dne ji navštívilo 10 000 osob. Fasáda budovy byla opatřena výzdobou upomínající na sousoší Dělník a kolchoznice, které vytvořila Věra Muchina pro sovětský pavilon na světovou výstavu 1937 v Paříži. Výstava prezentovala domnělé nebezpečí bolševismu a komunismu ve spojení s židy a úspěšný boj Třetí říše proti němu.